# 西方寺跡 (中津川市)
西方寺跡（さいほうじあと）は、岐阜県中津川市坂下字・西方寺に存在した寺院の跡。西方寺遺跡とも呼ばれている。

## 歴史
樵樂山(高倉山)西方寺は、真言宗醍醐派の三宝院の末寺で、中津川市坂下 字・西方寺の木曽川とJR東海の中央本線の線路との中間に位置し、東西150m～200m、南北400mの寺域を有していた。
墓地跡の畑からは、古瀬戸灰釉に竹べらで蓮弁を施した瓶子(鎌倉時代後半)、貼付牡丹文を施した瓶子と香炉(南北朝時代)、印刻花瓶と四耳壺(室町時代)など瀬戸古窯や常滑で焼かれた納骨器が出土している。これらの出土品の状況から鎌倉時代(1200年代)には存在していたことが分かる。
他に遺物としては唐からの渡来銭が多数出土している。
天文2年(1533年)5月、京都醍醐寺の巖助が、信濃国伊那郡の文永寺へ結縁灌頂のため下向した際に書き残した「巖助信州下向日記」には、以下の記述がある。
応永24年（1417年）に、苗木郷 室住村の遠山正景が、苗木遠山氏再興祈念に、大般若波羅蜜多経600巻を十二所権現に奉納したが、
天文12年(1543年)に、何らかの理由で西方寺へ移された。四方寺の住職は以下の文言を記し、
箱の内書きには以下の文言を記した。
天正10年（1582年）9月、本能寺の変後に木曾義昌の稚子の愛若が、西方寺に侵入して焼討した際に、大般若波羅蜜多経600巻と涅槃像を奪い、木曽須原の定勝寺に納めた。このことは同書の表紙裏に、定勝寺住持の天心宗球の墨書銘によって確かめられる。

『吉蘇志略』の定勝寺什物の記述の中に涅槃像についての記述がある。
明治3年(1870年)から明治4年(1871年)にかけて、苗木藩の廃仏毀釈により、坂下村では寺院が廃され仏像は破却されたが、
西方寺跡に残っていた五輪塔は倒されて、土で覆われ隠された。
現在、西方寺跡には、五輪塔群と宝篋印塔が残っているが、半僧坊にも、西方寺跡から移された五輪塔群があり、また西方寺跡から個人宅に移された
五輪塔も数基ある。
現在、西方寺公会堂の周辺には、字名として「大門跡」、「堂庭」、「塔のうしろ」などがあり、「池」、「納戸」、「泉蔵坊」、「弁天堂」等の跡も確認されている。

## 東向山 光宗寺
東向山 光宗寺は、西方寺が焼失した後に、西方寺の後継として、坂下の字・握に建立された寺院と伝わる。
その後の由緒には諸説があり、いづれが正しいのかは不明である。
- 正徳3年(1713年)、吉村勘六郎が願主となり、観音堂を再建し、十一面観世音菩薩と脇仏2体(弘法大師像と伝教大師像)を、田立村の禅東院の覺峯が彫刻したとする。[5]
- 握には昔から観音堂があって、坂下下組役人の吉村八郎右衛門多吉秋信が、観音尊像を拝むことを切望し、田立村の禅東院の覺峯に請い願い、享保11年(1726年)、自ら尊像を携えて観音堂に安置したとある。[6]
- 享保16年(1731年)、本尊十一面観世音菩薩は、坂下下組庄屋の吉村八郎右衛門朝貞の発願で、田立村の禅東院の住職により開眼された一本彫の巨像であるという記録。

三十三観音については、坂下下組庄屋の吉村八郎右衛門多吉秋信と、田口㐂兵衛が先導者となり、
寛保3年(1743年)から造仏し、明治初期に補修、解体、修理されていたことが文献に残っている。

三十三観音の九番の不空羂索観音には、

十番の千手観音については、
と銘がある。
慶応3年(1867年)に、吉村仁左衛門らが、施主となって修理粉飾され、明治初期の廃仏毀釈を潜り抜けて今日に至っている。

## 握観音堂
光宗寺は、明治初年の苗木藩の廃仏毀釈の際に取り壊されたが、
その跡に、握観音堂が建立されて、光宗寺に安置されていた本尊十一面観世音菩薩像と三十三観音像が安置された。
現在は、坂下の字・握の観音講、月待講などによって保存されているものの、傷みが進んでいるのが実情である。
平成5年(1993年)3月25日に中津川市の文化財に指定された。
付近にあった石仏は並べ直されており、その他には、庚申供養塔、十夜念仏供養塔、四十八夜念仏供養塔、名号塔や、
明和7年(1771年)造立の役小角の倚像がある。

## 関連リンク
- 西方寺遺跡　奈良山文化財研究所
- 樵楽山　西方寺遺跡
- 十一面観世音像と三十三観音像